# Kristian Laferla
Kristian Laferla (* 23. března 1967) je bývalý maltský fotbalový záložník a reprezentant. V maltském národním týmu odehrál v letech 1986–1998 celkem 65 zápasů a vstřelil 6 branek. Během své klubové kariéry na Maltě vyhrál celou řadu trofejí.

## Klubová kariéra
Kristian Laferla zahájil svou fotbalovou kariéru v šestnácti letech v klubu Luxol St Andrew’s FC z nižší maltské ligy. Přes své mládí se okamžitě stal pevnou součástí týmu a přitáhl pozornost klubů z Maltese Premier League. V sezóně 1985/86 hostoval v mužstvu Valletta FC. Na začátku sezóny 1986/87 ještě odehrál tři ligové zápasy za Luxol St Andrew’s FC a poté odešel do Valetty na stálý přestup. Zde se stal v devadesátých letech 20. století kapitánem týmu. S Valettou nasbíral celou řadu trofejí, vyhrál vícekrát nejvyšší ligu i maltský fotbalový pohár.
V lednu 2003 přestoupil z Valetty do konkurenčního celku Sliema Wanderers, kde v roce 2005 ukončil svou fotbalovou kariéru.

## Reprezentační kariéra
V A-mužstvu Malty debutoval 14. listopadu 1986 v kvalifikačním utkání v Attardu proti reprezentaci Švédska (prohra 0:5). Celkem odehrál v letech 1986–1998 za maltský národní tým 65 zápasů a vstřelil 6 branek do sítí soupeřů (dvakrát Slovensku a po jednom České republice, Estonsku, Jižní Koreji a Ázerbájdžánu).